# 조복성
조복성(趙福成, 1905년 12월 3일~1971년 3월 19일)은 '한국의 파브르'로 불리며 한국 자연과학의 발전에 크게 이바지한 동물학자 겸 교육자로, 호는 관정(觀庭)이다.
평안남도 평양 출신으로 어릴 적부터 곤충에 대상에 애정을 갖기 시작한다. 어릴 적 외가에서 사슴, 두루미, 꿩, 비둘기 등 야생동물을 많이 기른 것을 보며 영향을 받았다. 학교 생활을 하면서 취미로 곤충채집을 했다. 특히 평양고등보통학교 사범과 때는 박물학 교사들과 교류하며 곤충을 취미가 아닌 학문으로써 공부하려는 마음을 키웠고, 학우들과 함께 떠난 생애 첫 채집여행을 비롯해 곳곳을 누볐다. 학업을 마친 뒤로는 교사와 연구원으로 일하며 동물학과 동물분류학에 전념한다. 25세 때 《울릉도산 인시목(鬱陵島産鱗翅目)》이란 한국 최초의 곤충학 관계논문을 발표했다. 이후 1930년부터 해방을 맞이하기 전까지 경성제국대학, 중국의 난징, 항저우 시후의 박물관에 근무하며 대륙의 곤충에까지 연구범위를 넓혀갔다. 당시 북만주, 간도, 몽골, 대만, 일본 등지를 답사해 발표한 연구논문만 해도 83편에 이른다. 1934년에는 그의 나비 그림에 감동한 한 출판업자에 의해 《원색 조선의 접류(原色 朝鮮の蝶類)》란 책이 출간됐다. 일본인 학자와 공저했지만, 한국 사람 이름이 들어간 한국 최초의 나비도감이다. 해방 후 국립과학박물관장을 맡게 됐다. 한국전쟁 이후에는 성균관대학교와 고려대학교에서 동물학 분야의 후학을 양성하는데 힘을 쏟았다. 1971년 타계 후에는 남은 재산과 아끼던 표본, 연구 자료와 서적 등을 장학회와 교내도서관에 모두 기탁․기증하도록 하여 후진양성의 뜻을 이어가도록 했다.

## 업적
일평생 우리 땅의 동물을 우리 손으로 연구하는 데 최선을 다했다. 그는 외국인 학자들이 미처 발견하지 못한 토종동물을 찾아내 6종에 학명을 붙였다. 그중 조흰뱀눈나비, 조복성박쥐(황금박쥐) 등 4종에는 자신의 이름을 달았다. 1963년에는 곤충을 체계적으로 연구하도록 고려대학교에 한국곤충연구소를 세웠다. 이를 통해 당시까지 낙후되어있던 우리 자연과학 분야를 발전시키는 동시에 미래자원으로써 곤충의 중요성을 알렸다.

조복성 선생이 1947년부터 집필하고 1948년 을유문화사에서 출간된 한국 최초의 《곤충기》

일제강점기에 도봉섭, 석주명, 정태현 등과 함께 조선박물연구회를 조직해 서적발행, 강연, 전람회개최, 탐사여행 등을 활발히 펼치며 조선의 사회와 백성들에게 과학의 중요성을 널리 알리려고 노력했다. 더불어 조선어학회와 함께 토종곤충에게 순우리말 이름을 찾아주는 일도 했다. 현재 불리는 곤충이름들의 상당수가 그렇게 만들어졌다. 곤충의 대중화를 위한 노력은 그만의 독자적인 노선으로 평가된다. 대표적인 것이 1948년에 출간된 한국 최초의  《곤충기(昆蟲記)》다. 이 책은 국내 근대대중과학서의 시작을 알렸다. 1947년과 1952년에는 한국산악회 이사 자격으로 독도 학술 조사에 참가했다. 대한민국 정부수립 후 양질의 과학교과서를 만들기 위해 집필에 적극 참여했다. '한국곤충학의 아버지'라 불린다.

## 수상
- 국민훈장 동백장
- 서울특별시교육공로상
- 학술원상 저작상
- 하은생물학상

## 주요저서
- 《원색 조선의 접류》(모리 다메조, 도이 히로노부 공저), 대판옥호서점, 1934.12
- 《곤충기》, 을유문화사, 1948
- 《곤충이야기 : 소년과학독본》, 아협, 1948
- 《조선동물그림책》, 금룡도서주식회사, 1948
- 《일반과학 동물계》, 정음사, 1949.07
- 《일반생물학》, 장왕사, 1954
- 《동물학개론》, 장왕사, 1956
- 《한국곤충도감 : 나비 편》, 장왕사, 1956
- 《동물분류학》, 장왕사, 1959
- 《일반곤충학》, 홍지사, 1961
- 《최신동물도감》, 문리사, 1961
- 《동물의 생활》, 정음사, 1962
- 《곤충의 생활》, 정음사, 1964
- 《한국동식물도감 : 제10권 곤충 편Ⅱ》, 문교부, 1969
- 《한국동식물도감 : 제12권 곤충 편Ⅳ》, 문교부, 1969
- 《조복성곤충채집여행기》(관정 조복성 박사 기념사업회 편자), 고려대학교 한국곤충문제연구소, 1975
- 《조복성 곤충기》(황의웅 엮음, 윤일병 배연재 해제), 뜨인돌, 2011

## 주요논문
- 鬱陵島産鱗翅目, 1929, 조선박물학회잡지
- 滿洲國間島省の蝶類, 1936, Zephyrus
- 蒙古の昆虫類(其一/二) 1939/1941, 조선박물학회잡지
- 韓國産 하늘소(天牛)科 甲蟲에 관한 分類學的硏究, 1961, 학술원논문집

## 참고 자료
- 《조복성 곤충기》(뜨인돌)의 저자소개 부분 인용
- 김성원, 식민지시기 조선인 박물학자 성장의 맥락 : 곤충학자 조복성의 사례, 2008
- 김진일, 한국곤충학의 선구자 관정 조복성 박사의 생애와 업적, 곤충연구지, 2010
- 한국민족문화대백과
- 네이버 백과사전
- 한국역대인물종합정보
- 고려대학교 도서관 인터넷 사이트